# Сарвож (приток Кивожа)
Са́рвож (устар. Сар-Вож) — река в России, протекает по Республике Коми (Удорский район). Устье реки находится в 47 км по левому берегу реки Кивож (Киваж), вблизи посёлка Вожский. Длина реки составляет 59 км.
Река в двух местах пересекает железнодорожную ветку Микунь—Кослан, а также тракторные дороги и узкоколейки. Кроме посёлка Вожский, других населённых пунктов на её берегах нет. Левый приток — Мозын. Исток находится на высоте около 170 м над уровнем моря в болоте Сарвоживнюр.
Высота устья — 134 м над уровнем моря.

## Данные водного реестра
По данным государственного водного реестра России относится к Двинско-Печорскому бассейновому округу, водохозяйственный участок реки — Вычегда от города Сыктывкар и до устья, речной подбассейн реки — Вычегда. Речной бассейн реки — Северная Двина.
Код объекта в государственном водном реестре — 03020200212103000023238.